# Bohemis de Cristiania

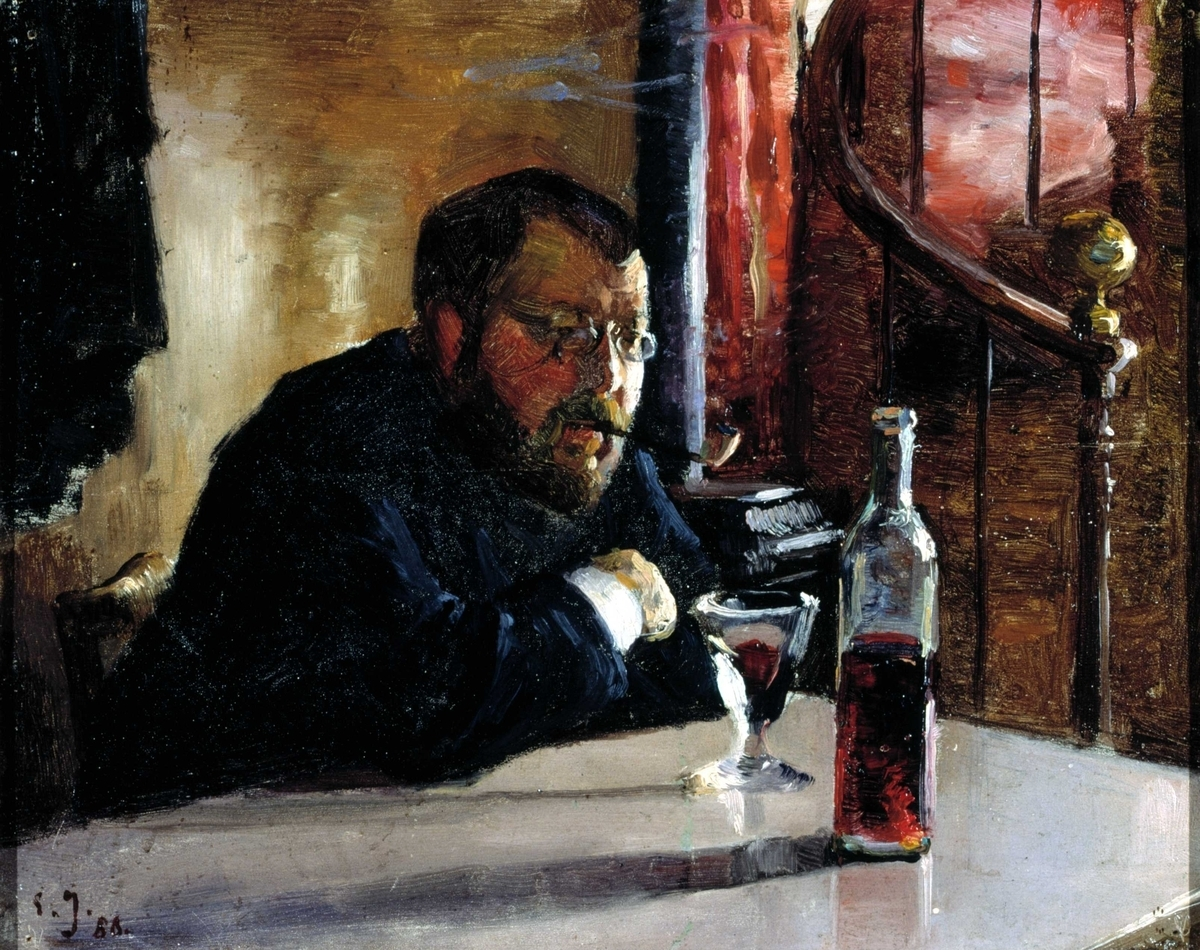
Retrat d'Hans Jaeger, 1888. Obra de Sven Jørgensen

Els Bohemis de Cristiania va ser un moviment polític i cultural de la dècada de 1880 centrat a Cristiania, antiga denominació d'Oslo. Hans Jaeger va ser la persona clau del moviment que va comptar amb altres bohemis famosos com Christian Krohg, Oda Krohg, Jon Flatabø, Haakon Nyhuus i Nils Johan Schjander. Tot i l'origen del grup vinculat al naturalisme, ràpidament es varen orientar cap al modernisme i el neo-romanticisme. El moviment el formaven uns 20 homes i algunes dones, entre altres Arne Garborg.
El seu ideari -9 manaments- va aparèixer a la revista Impressionisme no. 8 de febrer de 1889 i ho signava Hans Jaeger. No obstant això, l'escriptor Ketil Bjørnstad, a la novel·la biogràfica Jæger - en rekonstruksjon editada per Johan Collett Michelsen i Oda i Christian Krohg, que fins i tot va escriure el text com una paròdia de Jaeger, amb qui havia tingut una disputa.
El moviment va desenvolupar idees com el feminisme, l'anarquisme i el socialisme produint una transformació social interrompuda sobtadament amb la primera guerra mundial.